# Ielena Rjévskaia
Ielena Moisséievna Rjévskaia (rus: Еле́на Моисе́евна Рже́вская, nascuda Ielena Moisséievna Kagan, rus: Еле́на Моисе́евна Каган; 27 d'octubre de 1919, Hòmiel, llavors RSFSR, actualment Belarús - 25 d'abril de 2017, Moscou, Rússia) - fou una escriptora soviètica en llengua russa i antiga intèrpret de guerra. A l'abril i al maig de 1945, va participar en la batalla de Berlín. Segons les seves memòries, titulades Notes d'un traductor militar (rus: Записки военного переводчика; Zapiski voiénnogo perevódtxika), va ser membre de la unitat soviètica que va participar en la recerca d'Adolf Hitler a les ruïnes de la cancelleria del Reich. El cadàver de Führer va ser, segons les seves pròpies paraules, trobat pel soldat Ivan Txurakov el 4 de maig de 1945. Quatre dies després, el 8 de maig, el coronel Vassili Gorbuixin li va donar una petita caixa que suposadament contenia les mandíbules de Hitler. Durant la identificació del cadàver, l'equip soviètic va treballar en condicions secretes. El componien només tres persones, i Rjévskaia era una d'elles. Ella i Gorbuixin van aconseguir trobar Käthe Heusermann a Berlín, un ajudant de Hugo Blaschke, el dentista personal de Hitler. Heusermann va confirmar la identitat del líder nazi. Tanmateix, la informació va ser suprimida per Ióssif Stalin, que després va ordenar que els fets no es divulguessin. Fou receptora del Premi Andrei Sàkharov pel coratge cívic de l'escriptor.

## Biografia
Ielena Kagan va néixer a una família jueva a l'actual ciutat belarussa de Hòmiel. La família es va traslladar més tard a Moscou. En el moment de l'atac nazi a la Unió Soviètica, estudiava filosofia a la Universitat Estatal de Moscou. Va voler unir-se al front de batalla, però va ser enviada a treballar en una fàbrica de municions i després va estudiar per ser infermera. No obstant això, el seu coneixement de l'alemany la va portar a ser traslladada a una escola per a intèrprets de guerra. Va arribar al front a prop de Rjev (d'aquí el pseudònim) com a traductora militar al quarter general del 30è Exèrcit. Al febrer de 1942, es va unir a les tropes de Leliuixenko i, durant els mesos següents, es va traslladar junt amb l'exèrcit a través de Belarús i Polònia cap a l'Oest. Des de 1943 fou membre del PCUS.

### Berlín l'any 1945
Des de febrer de 1945, va treballar a Poznań. A finals d'abril de 1945 va ser traslladada a Berlín. La seva tropa va formar part del 3r Exèrcit de Kuznetsov, responsable de l'atac al Reichstag.
Les tropes soviètiques van capturar la Cancelleria del Reich i el Führerbunker subterrani el 2 de maig. Es van trobar i identificar els cadàvers de Goebbels i la seva dona Magda, i es va fer públicament un informe posterior sobre aquest tema. Aparentment, va indignar Stalin, que va ordenar immediatament guardar en secret tots els registres relacionats amb la recerca d'Adolf Hitler. Es van prohibir els contactes amb la premsa i els fotògrafs i la informació es va enviar directament a Stalin.

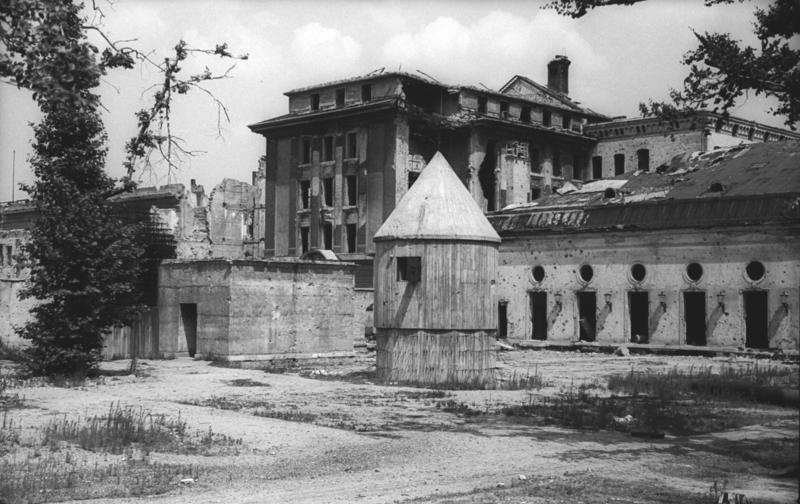
Fotografia de juliol de 1947 de l'entrada posterior al Führerbunker, al jardí de la Cancelleria del Reich; Hitler i Eva Braun van ser cremats en un cràter causat per una bomba davant de la sortida d'emergència a l'esquerra.

Els dies següents, van aparèixer moltes especulacions i fets contradictoris sobre la suposada mort de Hitler. Segons Rjévskaia, el cadàver de Hitler es va trobar per accident. Poc abans de la seva sortida de Berlín, un grup de soldats soviètics dirigits pel comandant Klimenko van visitar per última vegada el jardí de la Cancelleria, on es va trobar el cadàver cremat de Goebbels. A prop de l'entrada del búnquer, el soldat Txurakov va trobar el cràter d'una bomba ple de terra inusualment fresca. Després d'un breu examen, es van trobar els cadàvers d'un home i d'una dona. Klimenko i els seus homes estaven aparentment confusos, perquè en aquell moment es va col·locar un presumpte cadàver de Hitler a la sala de la cancelleria. Van marxar del lloc sense més investigació. Tanmateix, la informació es va filtrar al coronel Gorbuixin i al seu equip, que van tornar-hi l'endemà. Van recuperar els cadàvers humans trobats anteriorment i també van desenterrar els cossos de dos gossos.
Els cadàvers van ser traslladats a un dipòsit de cadàvers improvisat, situat a Berlín-Buch. El transport secret va tenir lloc a la nit del 5 i 6 de maig, suposadament per evitar que Nikolai Berzarin, comandant de la ciutat i el seu 5è Exèrcit de Xoc reclamessin una contribució a les troballes. Segons ella, el personal mèdic va confirmar la intoxicació per cianur. Durant l'examen, les mandíbules del cadàver masculí van ser retirades del cos. El 8 de maig, el coronel Gorbuxin va lliurar la caixa que contenia les proves a Rjévskaia i li va dir que la vigilés.
L'endemà del 9 de maig, van aconseguir fer un seguiment a Käthe Heusermann, una ajudant d'Hugo Blaschke, el dentista personal de Hitler. Heusermann els va portar a la Cancelleria del Reich, on es guardaven els registres mèdics de Hitler, incloses les imatges de raigs X de les seves dents. Durant l'interrogatori dirigit per Gorbuxin, el major Bistrov i Rjévskaia com a intèrpret, va confirmar que la caixa contenia dents d'Adolf Hitler. La informació fou posteriorment confirmada per Fritz Echtmann, un tècnic dental que treballava a la consulta de Blaschke des de 1938.
Tot i això, els soviètics necessitaven un testimoni directe d'algú que hagués estat testimoni de la mort de Hitler. Otto Günsche, l'adjudant personal de Hitler i Johann Rattenhuber, cap dels guardaespatlles RDS de Hitler, van ser arrestats en diferents sectors i els seus testimonis no estaven disponibles en aquell moment. El 13 de maig, l'exèrcit soviètic va arrestar Harry Mengershausen, un membre de la guàrdia personal de les SS de Hitler. Durant un interrogatori, va confirmar que el 30 d'abril va presenciar que l'ajudant de cambra de Hitler, Heinz Linge i Günsche, transportaven els cossos d'Adolf Hitler i Eva Braun a través de la sortida d'emergència del búnquer al jardí situat darrere de la Cancelleria del Reich, on foren ruixats amb gasolina i se'ls va calar foc. Mengershausen va identificar el cràter de bomba i també va proporcionar altres detalls.
Malgrat els intents d'ocultació, la informació sobre les seves troballes fou anotada i publicada per diaris dels exèrcits d'ocupació aliats. La reacció del comandament soviètic fou inusual. Segons Rjévskaia, tothom va rebre l'ordre de buscar Hitler. Es va iniciar una investigació falsa. La premsa soviètica va informar repetidament que Hitler havia fugit a l'Argentina o estava amagat sota la protecció del dictador espanyol Francisco Franco.

### Vida posterior
A les seves memòries, Rjévskaia escriu: "Estava absolutament convençuda que, juntament amb tota la informació recollida i testimonis clau, seríem enviats a Moscou". "Estava segura que d'aquí a uns dies, tot el món sabria que havíem trobat el cadàver de Hitler". No obstant això, Stalin va decidir el contrari. Víktor Abakúmov, cap del SMERX, més tard, va dir a Gorbuxin que Stalin es va familiaritzar amb les circumstàncies del cas i va decidir no donar a conèixer res. "Seguim encerclats per capitalistes", va afirmar. A Rjévskaia i els altres col·laboradors, Gorbuixin els va dir: "Oblida el que acabes de sentir".
Käthe Heusermann va ser deportada a la Unió Soviètica el juliol de 1945 i després d'un interrogatori a les presons de Lubianka i Lefórtovo, va ser condemnada a deu anys de presó. Segons la decisió del tribunal: "... per la seva participació en el tractament dental de Hitler, va ajudar voluntàriament un estat burgès a allargar la guerra".
Després de la guerra, Rjévskaia va residir a Moscou. El 1948 es va graduar a l'Institut de Literatura Maksim Gorki i va continuar amb la seva carrera d'escriptora. Se li va permetre publicar les seves memòries als anys seixanta. Des de 1962 fou membre de la Unió d'Escriptors Soviètics. També fou membre del PEN Club Internacional rus.
A la dècada dels 80, va ser una de les iniciadores de la perpetuació de l'estat i de la ciutat de Rjev en els esdeveniments de la Segona Guerra Mundial. La idea de les ciutats de glòria militar va néixer d'aquí i Rjev, entre 40 ciutats russes, va rebre aquest alt rang.
Ielena Moisséievna Rjévskaia va morir el 25 d'abril de 2017 als 97 anys de vida

### Família
- Va estar casada amb el poeta Pàvel Kógan, amb qui va tenir una filla, Olga Pàvlovna Kogan (el seu marit fou Borís Summ, doctor en ciències químiques i professor de la Universitat Estatal de Moscou)[15]
- La seva neta és la traductora Líubov Boríssovna Summ.
- El seu segon marit (des de 1946)[16] fou l'escriptor Issaak Naúmovitx Kramov (nom real Rabínovitx, 1919-1979), germà de l'artista i escriptor Leonid Volinski.
- Germans: el doctor en ciències tècniques Borís Moisséievitx Kagan, científic en el camp de l'automatització, la cibernètica i la tecnologia de la computació, guardonat amb el premi Stalin; el físic teòric Iuri Moisséievitx Kagan: Nebots: el doctor en ciències tècniques Leonid Boguslavski (informàtic i inversor) i el doctor en ciències físiques i matemàtiques Maksim Kagan.
- Cosina: l'actriu Valentina Vagrina.
- Cosins: l'escriptor Zakhar Lvóvitx Khatsrevin, l'enginyer Naüm Aleksàndrovtxh Rogovin i el químic Zakhar Aleksàndrovitx Rogovin.[17]

## Obres selectes
L'obra literària de Rjévskaia ha guanyat nombrosos premis.
- Notes d'un traductor militar /Записки военного переводчика; en línia aquí Arxivat 2020-01-11 a Wayback Machine.
- Enfocaments propers / Ближние подступы; Moscou: Escriptor soviètic, 1985
- Hi va haver una guerra / Была война; Moscou: Escriptor soviètic, 1979
- A la biblioteca Kaixira / В Каширской библиотеке, 1950.
- Al cau del feixisme: notes d'un traductor militar / В логове фашизма : записки военной переводчицы; Ciència i vida, 1967
- Abric de primavera / Весна в шинели, 1961
- Calor agitada / Ворошенный жар; Novi Mir, 1984
- Estrèpit distant / Далёкий гул; Amistat dels pobles, 1988
- Al costat de la llar de foc: com era / Домашний очаг : как оно было; Amistat dels pobles, 2005
- Viu, germà/ Жив, браток; Novi Mir, 1987
- Sobre les espatlles de segle XX / За плечами ХХ век; Moscou: AST, 2011
- La gravetat terrestre / Земное притяжение, 1963.
- Signes de puntuació / Знаки препинания; Moscou: Escriptor soviètic, 1989
- Missió especial: un conte d'exploradors / Особое задание: Повесть о разведчиках, 1951
- De casa al front / От дома до фронта, 1967.
- Per què? Temes de literatura / Почему? Вопросы литературы, 1999
- Molts anys després / Спустя много лет, 1969 (Contes i narracions breus)
- ... Des que s'ha acabat ...: fragment del llibre. Goebbels. Retrat al fons del diari / «…Так как все кончено…» : фрагмент из кн. «Геббельс. Портрет на фоне дневника»; Amistat dels pobles, 1994
- A la guerra: la cara de la guerra: una conversa amb l'escriptora Ie. Rjévskaia; per T. Beck / У войны - лицо войны : беседа с писательницей Е. Ржевской; записала Т. Бек; Qüestions de literatura, 1996
- Febre - els revolts de la carretera / Февраль - кривые дороги; Moscou: Escriptor soviètic, 1975
- Fou a Moscou, a Kíev, a París ...: sobre Víktor Nekràssov / Это было в Москве, в Киеве, в Париже… : О Викторе Некрасове; Amistat dels pobles, 2001